# Proteopharmacis trinotata
Proteopharmacis trinotata là một loài bướm đêm trong họ Geometridae.